# Дровітня

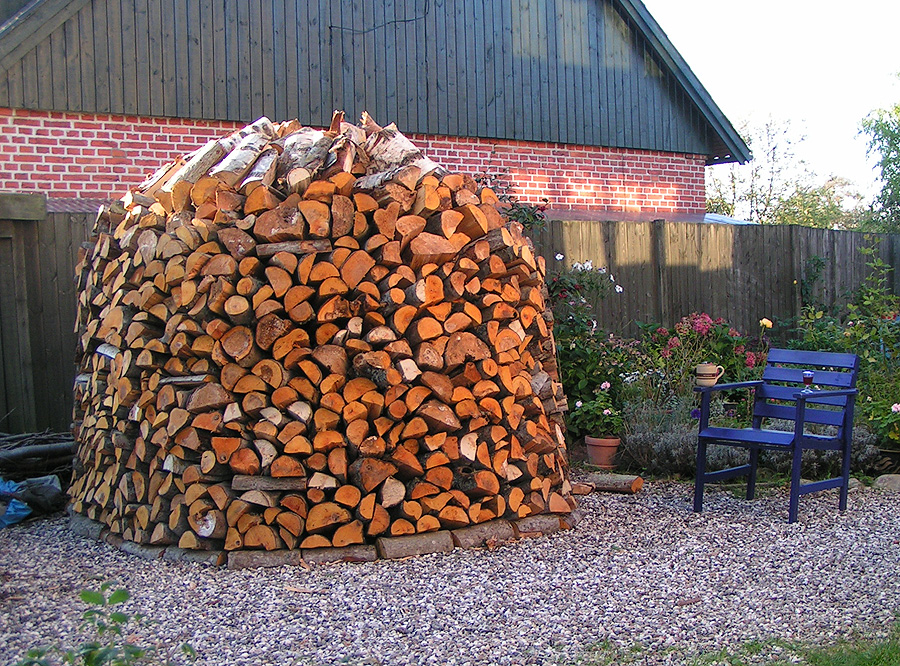
Заготовлені дрова на дровітні

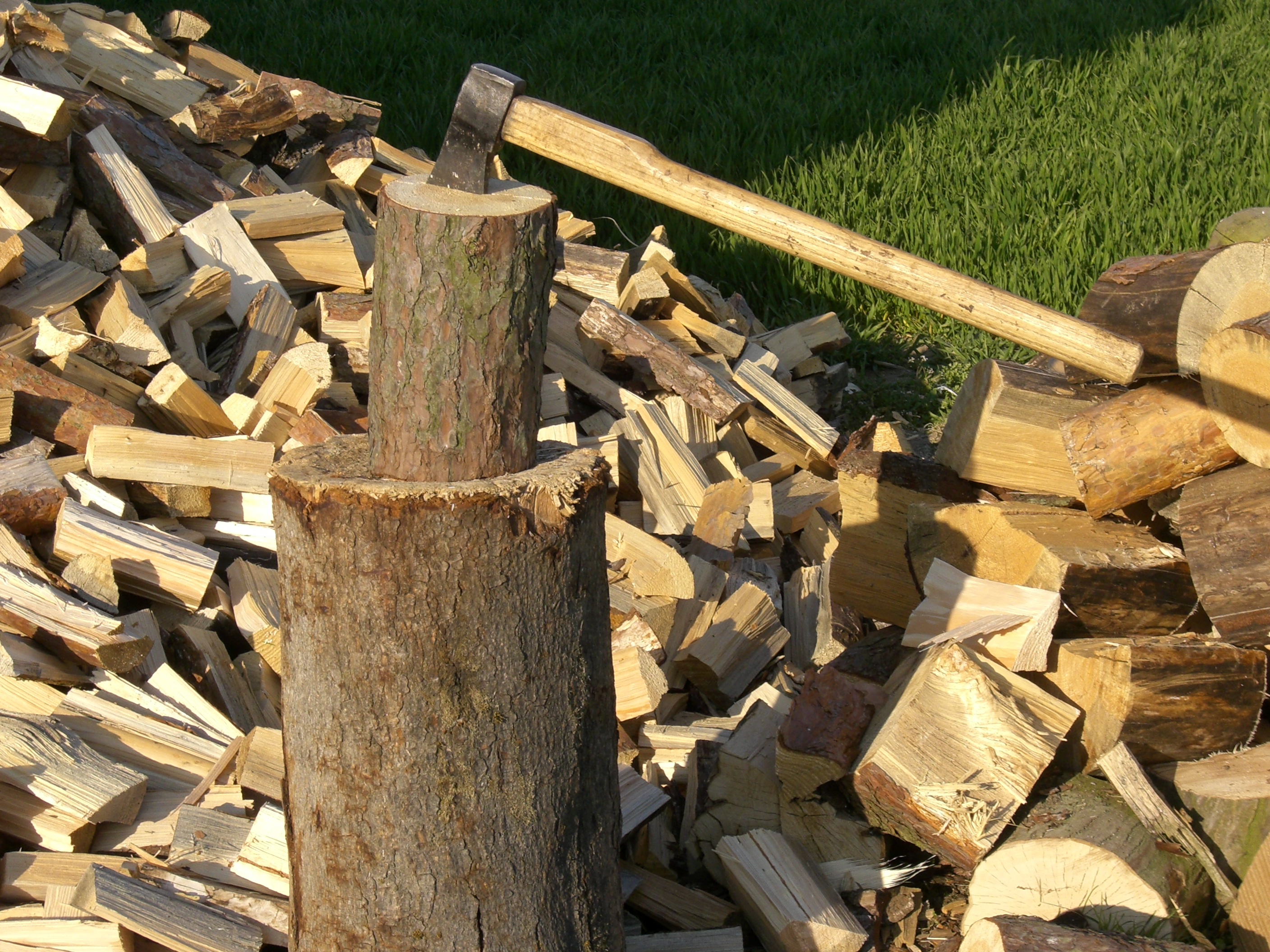
Рубання дров на дровітні

Дрові́тня, діал. дриве́тня, дриві́тня, дриво́тня, дріві́тня, розм. дровни́к (прасл. *drъvotonь, *drъvotьna, від *drъva та *tęti, *tьnǫ — «тяти», «рубати») — місце або приміщення, де зберігають дрова. Друге значення — масивна колода, на якій рубають дрова (у цьому значенні вживалося також слово «ко́вбиця»). Як правило, ставиться сторч.

Дриветня.

При складуванні дров біля приміщення дровітня виконує роль підстінкового прикриття будови. При складуванні дров окремо формують дровітню-стіг, при цьому верхню частину обладнують з урахуванням стікання дощової води.